# Lago Arachlej
Il lago Arachlej (in russo озеро Арахлей?; in buriato: Арахира нуур, Arachira nuur) è un lago della Russia, situato nel Territorio della Transbajkalia a sud dell'Altopiano del Vitim. Fa parte del sistema di laghi Ivano-Arachlej che consiste di 6 laghi con una superficie d'acqua di oltre 10 km².
Arachlej si trova a nord-est del lago Šakša, dal quale è separato da un basso istmo largo 1,2 km. Appartiene al bacino del fiume Chilok (affluente destro del Selenga) e si trova 40 km a ovest della città di Čita. Si trova ad un'altitudine di 965 m sul livello del mare. Misura 10,8 km di lunghezza per 7 km di larghezza. La sua superficie è di 58,5 km²; la profondità massima è 19,5 m.
Due piccoli fiumi sfociano nel lago: Domka e Grjaznucha. Il torrente Choloj esce dal lago e sfocia nel lago Šakša, tuttavia, il deflusso superficiale è presente solo negli anni con livelli d'acqua elevati.